# Sylvia Lim

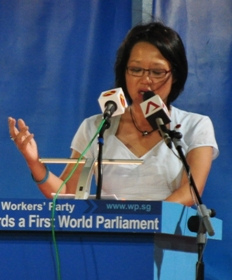
Sylvia Lim at a Workers' Party general election rally, Bedok Stadium, Singapore

Sylvia Lim Swee Lian (chinesisch 林瑞蓮 / 林瑞莲, Pinyin Lín Ruìlián; * 1965 in Singapur) ist eine singapurische Juristin, Politikerin und langjährige Vorsitzende der oppositionellen Workers’ Party of Singapore (WP). Von 2006 bis 2025 war sie Mitglied des singapurischen Parlaments und zählt zu den bekanntesten Oppositionspolitikerinnen des Stadtstaates.

## Leben
Sylvia Lim absolvierte ein Jurastudium an der National University of Singapore und erwarb später einen Master of Laws am University College London. Darüber hinaus besitzt sie einen Master of Science in Strafjustiz der Michigan State University sowie ein Postgraduiertendiplom in Internationalen Beziehungen vom Queen Mary College der University of London.
Nach ihrer Zulassung als Anwältin im Jahr 1991 arbeitete sie zunächst als Polizeibeamtin und Prozessanwältin. Später war sie zwölf Jahre lang als Dozentin und Programmmanagerin für Weiterbildung am Temasek Polytechnic tätig. Neben ihrer politischen Tätigkeit praktiziert sie weiterhin, soweit es ihre Zeit erlaubt, als Juristin.
Privat lebt Sylvia Lim seit 2013 mit dem ehemaligen Fußballstar Quah Kim Song zusammen, den sie bei einer Veranstaltung der Workers’ Party kennenlernte. Die beiden heiraten im Januar 2025 in einer kirchlichen Zeremonie im Beisein ihrer Familien. Quah war durch eine hitzige Parlamentsdebatte im Fernsehen auf Lim aufmerksam geworden und zeigte sich von ihrer Entschlossenheit beeindruckt.

## Wirken
Sylvia Lim trat 2001 der Workers’ Party bei und wurde im selben Jahr in den Exekutivrat kooptiert. Seit 2003 ist sie deren Vorsitzende und war damit die erste Frau in diesem Amt. Bei den Parlamentswahlen 2006 zog sie als Non-Constituency Member ins Parlament ein, bevor sie 2011 mit dem WP-Team im Aljunied Group Representation Constituency (GRC) einen historischen Wahlerfolg errang – der erste Sieg einer Oppositionspartei in einem GRC.
Sie wurde 2015 und 2020 jeweils wiedergewählt und war bis 2025 Abgeordnete für Aljunied GRC. Während ihrer Zeit im Parlament setzte sie sich insbesondere für soziale Gerechtigkeit, faire Regierungsführung und stärkeren Verbraucherschutz ein. 2020 initiierte sie eine Parlamentsmotion zur Reform des Justizsystems zugunsten Bedürftiger. 2023 forderte sie in einer Debatte, dass Banken Opfer von Betrugsfällen entschädigen sollten.
Von 2011 bis 2015 war sie zudem Vorsitzende des Aljunied-Hougang Town Council, dem sie weiterhin als Mitglied angehörte. Dort war sie für verschiedene Sozialprogramme und die Bürgerbeteiligung in den Bezirken Serangoon und Paya Lebar verantwortlich.
In der politischen Debatte vertrat Lim wiederholt kontroverse Standpunkte, etwa zur Erhöhung der Mehrwertsteuer oder zu Fragen gerichtlicher Unabhängigkeit. In einer viel beachteten Auseinandersetzung mit dem damaligen Justizminister K. Shanmugam im Jahr 2012 kritisierte sie die milde Bestrafung eines prominenten Chirurgen, was zu einem scharfen verbalen Schlagabtausch führte.
Im Wahlkampf 2025, der erstmals seit Jahren wieder öffentliche Veranstaltungen erlaubte, trat sie erneut als Spitzenkandidatin für die WP auf. In einem Wahlvideo präsentierte sie sich dabei musikalisch mit einer Gitarre, um Wählern auf neue Weise näherzukommen.
Sylvia Lim gilt als Stimme der Reformorientierten in Singapur. Sie fordert mehr soziale Gerechtigkeit, weniger Ungleichheit und ein gerechteres Wahlsystem. Im Kontrast zum autoritären Umfeld des Stadtstaates setzte sie sich über zwei Jahrzehnte hinweg für demokratische Prinzipien ein – in einem System, das zwar Wahlen zulässt, aber durch strukturelle Maßnahmen wie das Mehrheitswahlrecht und Sonderregelungen wie „Non-Constituency MP“-Mandate die Opposition benachteiligt.